# Jardim de Angicos
Jardim de Angicos là một đô thị thuộc bang Rio Grande do Norte, Brasil. Đô thị này có diện tích 254,045 km², dân số năm 2007 là 2841 người, mật độ 11,2 người/km².